# 나몰라패밀리
나몰라패밀리는 대한민국의 희극 그룹이자 음악 그룹이다. 원래 SBS의 개그 프로그램 《웃음을 찾는 사람들》에서 코너로 시작했다.

## 개요
2006년, 《웃음을 찾는 사람들》의 코너로서 시작되었다. 이 당시 김경욱, 김재우, 김태환과 같이 활동했으나, 김재우가 탈퇴하면서 고장환을 영입했다. 이 때, 나몰라패밀리 TKO라는 이름을 사용하기도 했다. 코믹캡슐이라는 이름으로도 잘 알려져 있다. 김재우는 나몰라패밀리 JW라는 솔로 프로젝트로 활동한다.

## 수상 목록
- SBS 코미디대상 최우수작품상